# Jamie Demetriou
Jamie Demetriou, född 1 november 1987 i Friern Barnet London, är en brittisk skådespelare.
Demetriou har bland annat medverkat i filmerna Cruella, Natt på museet: Kahmunrahs återkomst och Doggy Style.

## Filmografi (i urval)
- 2016 – Fleabag (TV-serie)
- 2020 – The Great (TV-serie)
- 2021 – Cruella
- 2022 – Natt på museet: Kahmunrahs återkomst
- 2023 – Doggy Style
- 2025 – Back in Action
- 2025 – Jay Kelly
- 2025 – The Roses